# Mario Ochoa
Mario Ochoa Gil, dit Mario Ochoa (né le 7 novembre 1927 au Mexique ou le 1er janvier 1927 et mort à une date inconnue) était un footballeur mexicain.

## Biographie

### Club
Pendant sa carrière de club, Ochoa a joué dans le club du championnat mexicain du Club América. Après son passage au Club América, il rejoint les rangs du Club Deportivo Marte.

### International
En international, il a disputé avec l'équipe du Mexique deux coupes du monde, le mondial de 1950 au Brésil et celui de 1954 en Suisse. Il marque son unique but en sélection à la 89e minute d'une victoire 6-2 contre l'équipe des États-Unis de football, le 18 septembre 1949.

### Palmarès
Mario Ochoa est sacré champion du Mexique lors de la saison 1953-1954 avec le C.D. Marte.